# Woodstock College

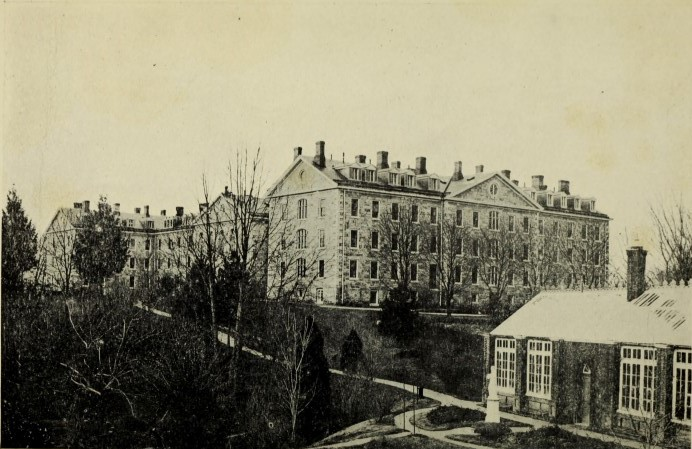
Woodstock College in Woodstock, Maryland, circa 1920

Das Woodstock College war eine jesuitische Hochschule in Woodstock bei Baltimore, Maryland, USA. Sie war das älteste Kolleg der Jesuiten in den Vereinigten Staaten. 1969 ging das Kolleg eine Kooperation ein mit dem Union Theological Seminary in the City of New York und dem Jewish Theological Seminary, beide in New York City. 1974 wurde die Hochschule geschlossen und ging auf in dem Woodstock Theological Center an der Georgetown University in Washington, D.C.
Koordinaten: 39° 21′ 38″ N, 76° 52′ 12″ W